# Garaeus purpurascens
Garaeus purpurascens là một loài bướm đêm trong họ Geometridae.